# Hjørring (stacja kolejowa)
Hjørring (duński: Hjørring Station) – stacja kolejowa w miejscowości Hjørring, w regionie Jutlandia Północna, w Danii. Znajduje się na linii Aalborg – Frederikshavn oraz Hirtshalsbanen. Jest obsługiwana przez Danske Statsbaner i Nordjyske Jernbaner.

## Historia
Została otwarta w 1871 roku jako punkt postoju na linii Vendsysselbanen. Linia został otwarty 15 sierpnia 1871 i początkowo łączyła Nørresundby i Frederikshavn. Później, dotarła do stacji Aalborg poprzez mostu kolejowy nad fiordem, który został oddany do użytku 8 stycznia 1879.
W 1942 roku stacja była końcem dla linii Hjørring-Aabybro, Hjørring-Horby i Hirtshalsbanen gdy pociągi z trzech prywatnych kolei w Hjørring został przeniesiony z Hjørring Vestbanegård do dworca państwowego. Linia Hjørring-Horby została zamknięta w 1953 roku, a Hjørring-Løkken-Aabybro w 1963 roku, tak że dziś tylko Hirtshalsbanen pozostała w użytku.

## Linie kolejowe
- Aalborg – Frederikshavn
- Hirtshalsbanen
- Hjørring – Løkken – Aabybro
- Hjørring – Hørby